# Megaceras philoctetes
Megaceras philoctetes är en skalbaggsart som beskrevs av Olivier 1789. Megaceras philoctetes ingår i släktet Megaceras och familjen Dynastidae. Inga underarter finns listade i Catalogue of Life.